# Slim Amamou

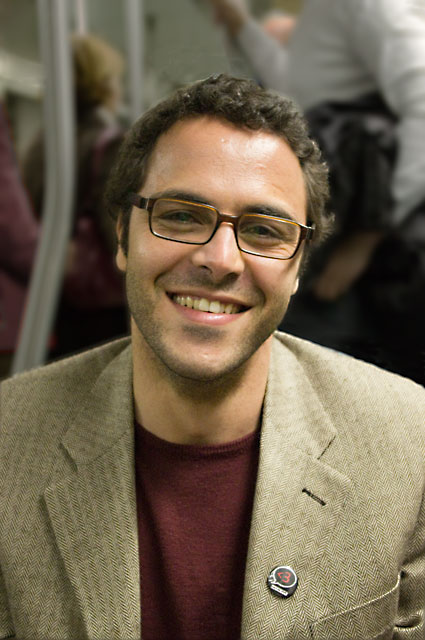

Slim Amamou (en árabe: سليم عمامو‎) (nacido en 1977) es un activista y bloguero tunecino.

## Biografía
Egresado de la Universidad de Susa, es un influyente bloguero y redactor de ReadWriteWeb. Protestó contra la censura en su país y organizó una manifestación el 22 de mayo de 2010.
Fue detenido durante la revolución tunecina de 2011. Tras la caída del dictador Zine el-Abidine Ben Ali y la creación del gobierno de unidad nacional de Mohammed Ghannouchi, fue nombrado Secretario de Juventud y Deporte del gobierno de Túnez constituido el 18 de enero de 2011. Renunció en mayo de ese año, debido a serias diferencias con el gobierno.
Es activista del Partido Pirata de Túnez.
Casado, es padre de un hijo.